# Rola Cola
 (novembre 2023).
Si vous disposez d'ouvrages ou d'articles de référence ou si vous connaissez des sites web de qualité traitant du thème abordé ici, merci de compléter l'article en donnant les références utiles à sa vérifiabilité et en les liant à la section « Notes et références ».
Rola Cola était un cola fabriqué dans les années 1980 par Silver Spring Mineral Water Co Ltd de Grande-Bretagne. Il n'est plus en vente actuellement.
Le statisticien Michel Tenenhaus a mené une célèbre étude sur le rapport entre la consommation de Rola Cola et celle de chips, prouvant un impact plus important de cette marque que celui du Coca-Cola.